# Violet McKenzie

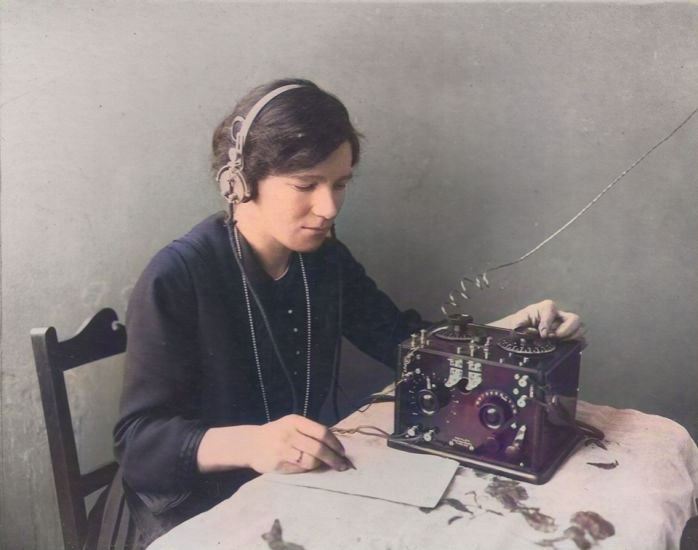
Florence Violet mit frühem Radio im Jahr 1922 (koloriert)

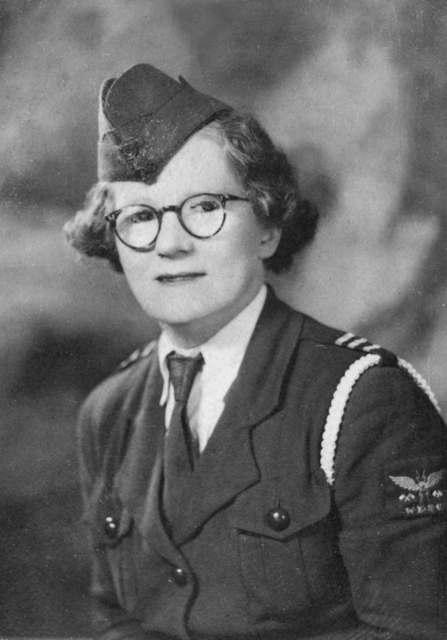
In Uniform (ca. 1940)

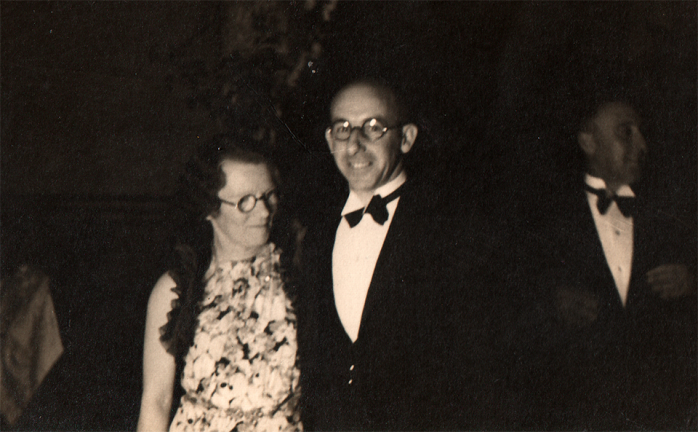
Zusammen mit ihrem Ehemann (ca. 1935)

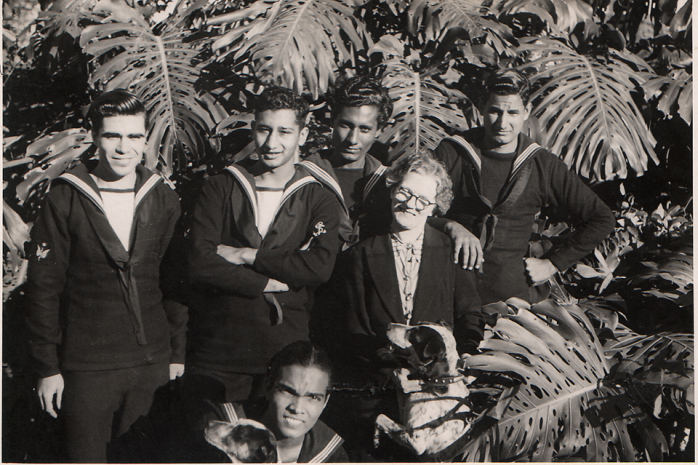
Im Kreise von Marinesoldaten (ca. 1953)

Florence Violet McKenzie OBE (* 28. September 1890 in Melbourne; † 23. Mai 1982 in Greenwich, einem Stadtteil von Sydney) war eine australische Unternehmerin und die erste Elektroingenieurin des Landes. Sie gründete das Women’s Emergency Signalling Corps (WESC), initiierte den Women’s Royal Australian Naval Service (WRANS) und war lebenslang eine Förderin von technischer Bildung für Frauen. Viele kannten und verehrten sie als Mrs Mac.

## Leben
Florence Violet Granville wurde als zweites Kind der aus dem Vereinigten Königreich eingewanderten James Granville und seiner Ehefrau Marie Annie Giles geboren. Nach dem Tod ihres Vaters heiratete ihre verwitwete Mutter im Jahr 1894 George Wallace und Violet nahm dessen Nachnamen an. Sie besuchte die Girls’ Public High School in Sydney und anschließend, ab 1915, die naturwissenschaftliche Fakultät der Universität Sydney, konnte jedoch ihr Studium aufgrund finanzieller Schwierigkeiten dort nicht beenden. Anschließend studierte sie Elektrotechnik am Sydney Technical College und schloss das Studium 1923 mit dem Diplom ab. Sie gilt als die erste Frau Australiens, die einen solchen Abschluss erhielt.
Parallel zu ihrem Studium, noch während der 1920er-Jahre, betrieb sie ein Radio-Geschäft mit angegliederter Reparaturwerkstatt in Sydney. Im Jahr 1924 wurde sie Australiens erste diplomierte Funk-Telegraphistin sowie die erste Frau des Kontinents, die im Jahr 1925 eine Amateurfunklizenz erhielt, und das erste weibliche Mitglied des Wireless Institute of Australia (WIA). Ihr Rufzeichen lautete zunächst 2GA, danach A2GA, OA2GA und schließlich VK2GA bis zu Beginn des Zweiten Weltkriegs, im September 1939, als sämtliche Amateurfunklizenzen widerrufen wurden. Nach dem Krieg, im Jahr 1946, erhielt sie das Rufzeichen VK2FV, wobei das Suffix „FV“ ihren Vornamen Florence Violet widerspiegelt.
Am 31. Dezember 1924 hatte sie Cecil Roland McKenzie geheiratet, der ebenfalls ein Elektroingenieur war. Die Ehe blieb kinderlos. Nach einem Schlaganfall, den sie 1976 erlitt und nach dem sie in den letzten Lebensjahren auf einen Rollstuhl angewiesen war, starb sie hochgeehrt im Alter von 91 Jahren.